# Dvorek (Třebeň)
Dvorek (německy Höflas a Höflasdörfl) je vesnice, část obce Třebeň v okrese Cheb v Karlovarském kraji. Dvorek se nachází přibližně jeden kilometr severovýchodně od Třebeně a devět kilometrů severoseverovýchodně od Chebu v nadmořské výšce 437 metrů.

## Historie
Poprvé je Dvorek v historických textech zmiňován v roce 1395.

## Obyvatelstvo
Při sčítání lidu v roce 1921 zde žilo 68 obyvatel, všichni německé národnosti. Všichni obyvatelé až na jednoho evangelíka se hlásili k římskokatolické církvi.
| Rok            | 1869 | 1880 | 1890 | 1900 | 1910 | 1921 | 1930 | 1950 | 1961 | 1970 | 1980 | 1991 | 2001 | 2011 | 2021 |
| -------------- | ---- | ---- | ---- | ---- | ---- | ---- | ---- | ---- | ---- | ---- | ---- | ---- | ---- | ---- | ---- |
| Počet obyvatel | 112  | 119  | 111  | 86   | 76   | 68   | 107  | 38   | 39   | 13   | 22   | 22   | 20   | 23   | 28   |
| Počet domů     | 12   | 13   | 13   | 12   | 11   | 11   | 13   | 12   | -    | 4    | 7    | 8    | 8    | 7    | 7    |

| Rok            | 1869 | 1880 | 1890 | 1900 | 1910 | 1921 | 1930 | 1950 | 1961 | 1970 | 1980 | 1991 | 2001 | 2011 | 2021 |
| -------------- | ---- | ---- | ---- | ---- | ---- | ---- | ---- | ---- | ---- | ---- | ---- | ---- | ---- | ---- | ---- |
| Počet obyvatel | 179  | 176  | 158  | 130  | 110  | 115  | 142  | 56   | 57   | 41   | 22   | 22   | 20   | 23   | 28   |
| Počet domů     | 20   | 21   | 21   | 20   | 19   | 19   | 21   | 18   | -    | 8    | 7    | 8    | 8    | 7    | 7    |

## Obecní správa
Při sčítání lidu v letech 1850–1879 Dvorek byl osadou obce Nový Drahov v okrese Cheb. V letech 1880–1960 byl samostatnou obcí v okrese Cheb. V letech 1961–1978 byl osadou obce Třebeň v okrese Cheb. Od 1. ledna 1979 do 23. listopadu 1990 byl částí města Františkovy Lázně v okrese Cheb. Od 24. listopadu 1990 je opět částí obce Třebeň v okrese Cheb. V letech 1880–1959 k obci patřilo Povodí.

## Doprava
Dvorkem prochází silnice 21231 z Třebeně do Milhostova. V těsné blízkosti vesnice se nachází železniční zastávka Třebeň na trati 146.

## Pamětihodnosti
- Hrázděné stavby
- smírčí kříž
- Národní přírodní rezervace Soos